# Fontaine des Grands Lacs

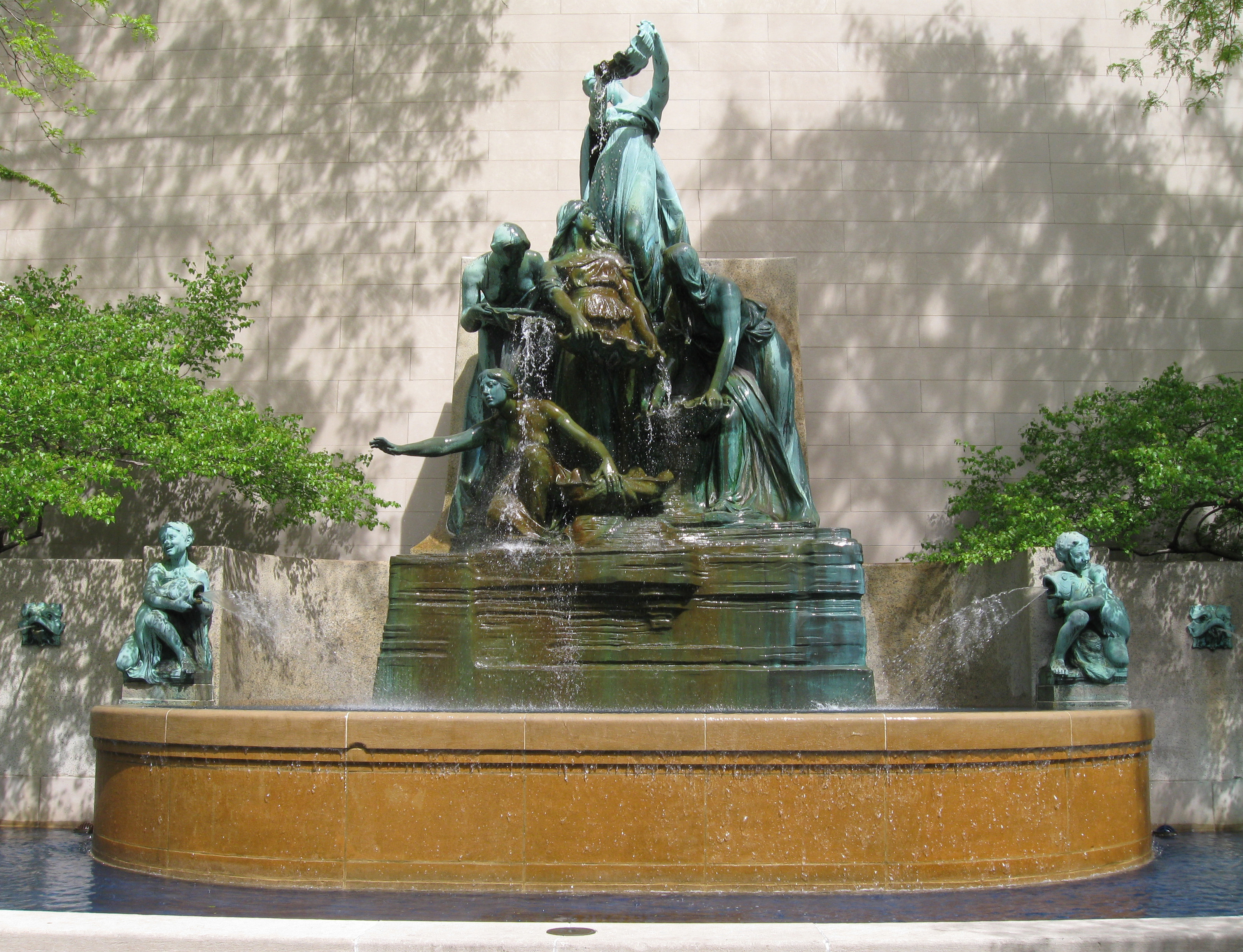
La Fontaine des Grands Lacs à Chicago

La fontaine des Grands Lacs (en anglais : Fountain of the Great Lakes) est une sculpture allégorique de Lorado Taft située au Art Institute of Chicago South Stanley McCormick Memorial Court, juste au sud de l'Art Institute of Chicago (Institut d'art de Chicago) dans le secteur communautaire du Loop à Chicago (Illinois, États-Unis). Cette fontaine en bronze fut créée entre 1907 et 1913. Elle est l'une des œuvres les plus connues de Taft.
La fontaine représente cinq femmes sur lesquelles s'écoule de l'eau, positionnées de la même manière que l'emplacement géographique des Grands Lacs.
Notez que le débit d'eau des Grands Lacs commence dans le lac Supérieur à 600 pieds (180 m) au-dessus du niveau de la mer et continue vers l'est en direction du lac Huron, jusqu'à ce qu'elle atteigne le lac Ontario, en passant par le fleuve Saint-Laurent.